# シット・オン・マイ・フェイス
シット・オン・マイ・フェイス（英: Sit On My Face）は、モンティ・パイソンが1980年のアルバム "Monty Python's Contractual Obligation Album" (en) で発表した1分足らずの短い楽曲である。パイソンズのライブでは、ハリウッドボウル公演（1980年）や復活ライブ（2014年）で上演されている。また、ジョージ・ハリスンの追悼コンサート『コンサート・フォー・ジョージ』にパイソンズが出演した際にも演奏されている。
曲名は直訳すれば、「僕の顔の上に座って」との意味である。歌詞中にダブル・ミーニングをふんだんに含み、曲は2通りの意味に解釈できる（後述）。

## ライブなどでの上演
この曲は1980年のアルバム "Monty Python's Contractual Obligation Album" (en) に収録された。同年に行われた『ライブ・アット・ザ・ハリウッド・ボウル』では、ギャルソンに扮したチャップマン、クリーズ、ギリアム、ジョーンズによって歌唱されている。明転すると、ギャルソン姿でロングエプロンを着けた4人が舞台上に現れ、この曲を歌う。4人は歌い終わってステージを去るが、その際観客には下着を着けていない4人の臀部が見える、というスケッチである。
この曲は後にベスト・アルバム『モンティ・パイソン シングス』（1989年）、その再発盤『モンティ・パイソン シングス（アゲイン）』（2014年）に収録された。
2002年の『コンサート・フォー・ジョージ』では、この曲をギリアム、アイドル、ジョーンズ、そしてニール・イネスが歌った。4人はハリウッドボウル公演でのパフォーマンス同様に、ギャルソン姿でロング・エプロンを着けて登場する。歌い終わった後4人は振り返り、会場に掲げられたハリスンの写真へ頭を下げるが、その際4人は聴衆に向けて裸の尻を見せることになる。彼らはそのまま退場し、マイケル・ペイリンによる『木こりの歌』のパフォーマンスへと続く。このイベントは、ビートルズのメンバー、ジョージ・ハリスンの追悼コンサートとしてロイヤル・アルバート・ホールで行われたもので、パイソンズの他にも、エリック・クラプトンや同じビートルズのポール・マッカートニー、リンゴ・スターなど、ハリスンと親交のあった有名アーティストが多数出演している。また、ハリスンはパイソンズの映画第3作『ライフ・オブ・ブライアン』制作のため映画会社ハンドメイド・フィルムスを立ち上げて支援するなど、パイソンズとの縁が深い人物であった。
パイソンズの一員・グレアム・チャップマンの自伝を元にした映画『ある嘘つきの物語 グレアム・チャップマン自伝』でもこの曲が用いられている。曲はロンドン・ゲイ男声合唱団（英: The London Gay Men's Chorus）によってサウンドトラック・ライブ形式両方で収録され、後者はフラッシュモブとしてロンドン映画祭の上映会中に収録された。
2014年に行われた『復活ライブ！』では、第2幕冒頭で、この曲に合わせたダンサーのパフォーマンスが行われた。

## 曲の概要
この曲の作詞はエリック・アイドル、編曲はジョン・デュ・プレ、作曲はハリー・パー＝デイヴィースである。この曲は、パー＝デイヴィースが作曲し、グレーシー・フィールズが歌ったナンバー "Sing As We Go" (en) からメロディを流用している。
この曲の歌詞は、単純に読むと仲睦まじいカップルが永遠の愛を誓うものだが、よく読むとそこかしこに性行為を思わせる単語が含まれている。例えば歌詞中の "oralize" という単語は、「お喋りする」との意味に取ることもできるが、オーラルセックス（フェラチオやクンニリングス）を指すと解釈することもできる。また、"Life can be fine if we both 69" との歌詞は、「69歳になるまで一緒にいられれば幸せな人生だ」と長く共に過ごせることを願う意味に理解することも、直接的にシックスナインを指すと考えることもできる。

## 曲の法的な問題
アルバムのリリース前、モンティ・パイソンは、この曲が "Sing As We Go" のメロディを使っているために、著作権侵害に当たるおそれがあると警告を受けた。結局、パイソンズはこの曲をそのままリリースすることを決めた。
アメリカ合衆国の連邦通信委員会（FCC）は、「英語の言葉遣いや『全体のノイズ』を抜きにしても、歌詞は充分に理解できる」（英: "despite English accent and 'ambient noise' … the lyrics were sufficiently understandable"）と結論付け、この曲は "Actionable indecency" (en) （意味：告訴できるほどわいせつである）とした。1992年には、カリフォルニア州サンディエゴのクラシック・ロック・ラジオ局、KGB-FMがこの曲を流したことで訴訟沙汰になり、結局ラジオ局は、9200ドルの違反金を支払うことになった。

## フランス語版
この曲はフランス語に翻訳され、2003年にエディンバラで "Cum in My Mouth" として発表された。音楽プロデューサーのレミー・ルノー（仏: Rémy Renoux）は、"Cum in My Mouth is … what Monty Python would have written today."（訳：この曲は･･････モンティ・パイソンが今の時代に書いていてもおかしくない曲だ）とコメントしている。ルノーはまた、フランス語への直訳が曲のメロディと上手く合わず、モンティ・パイソンチームに許可を求めたと語っている。